# Dekanat sisačko-katedralni
Dekanat sisačko-katedralni – jeden z 8 dekanatów rzymskokatolickich wchodzących w skład archidiakonatu katedralnego diecezji sisackiej w Chorwacji. 
Według danych na październik 2015 roku, w jego skład wchodziło 6 parafii.

## Lista parafii
Źródło:
| Lp. | Miejscowość | Parafia                                 | Proboszcz                   | Kościół                                        | Grafika |
| --- | ----------- | --------------------------------------- | --------------------------- | ---------------------------------------------- | ------- |
| 1   | Sisak       | Parafia Świętego Krzyża                 | preč. Marko Karača          | Katedra Świętego Krzyża w Sisak                |         |
| 2   | Budaševo    | Parafia bł. Alojzije Stepinaca, biskupa | vlč. Krešimir Bulić         | Kościół św. Alojzije Stepinaca w Budaševo      |         |
| 3   | Komarevo    | Parafia św. Katarzyny                   | vlč. Ivan Mandić            | Kościół św. Katarzyny w Komarevo               |         |
| 4   | Sisak-Pohod | Parafia Najświętszej Maryi Panny        | vlč. Branko Koretić         | Kościół Najświętszej Maryi Panny w Sisak-Pohod |         |
| 5   | Sisak       | Parafia św. Józefa Robotnika            | fra Roko Bedalov, OFM Conv. | Kościół św. Józefa Robotnika w Sisak           |         |
| 6   | Sisak       | Parafia św. Kwiryna z Szombathely       | mons. Zdravko Novak         | Kościół św. Kwiryna z Szombathely w Sisak      |         |